# Karl Heinz Essig

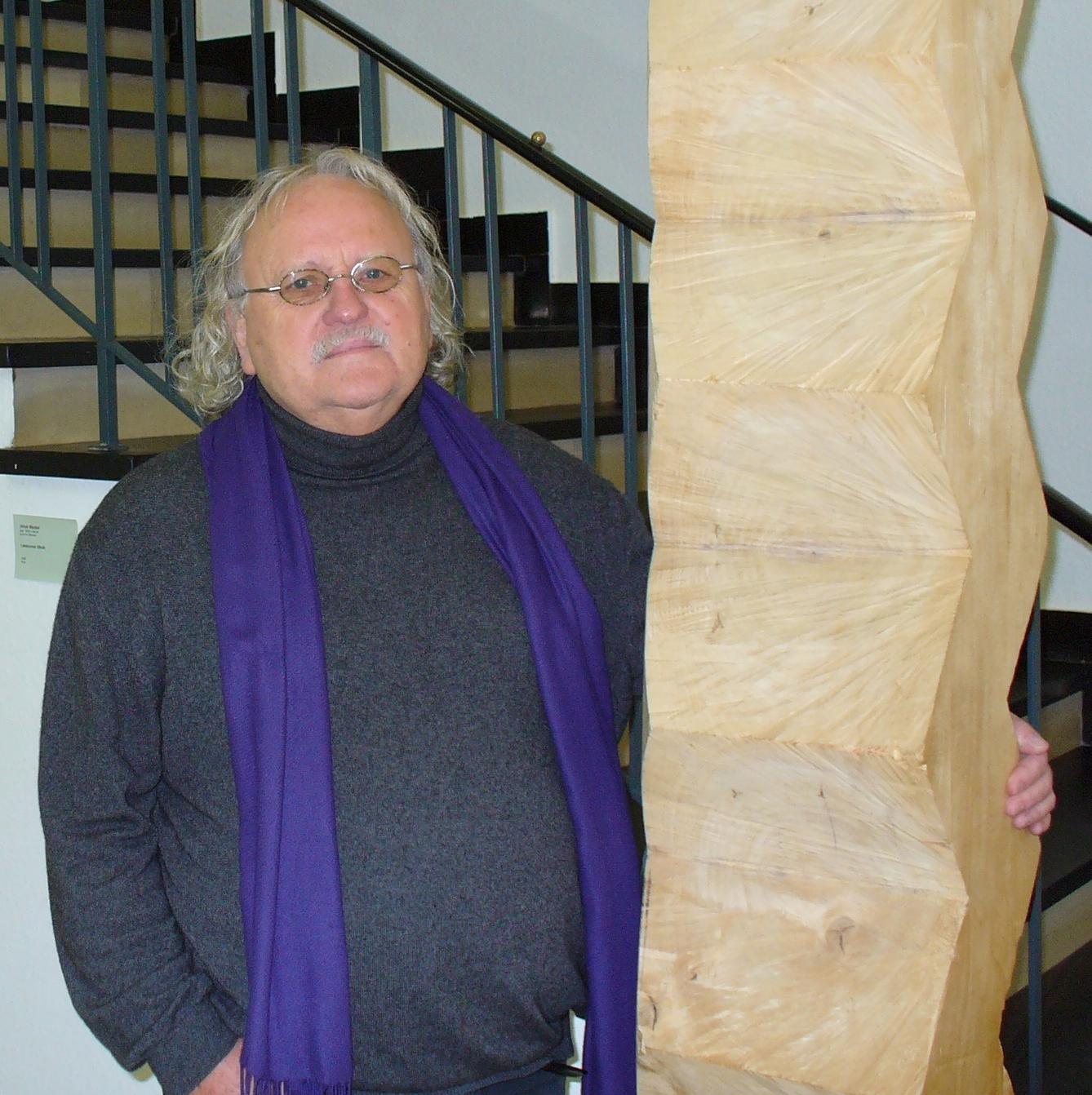
Karl Heinz Essig (2005)

Karl Heinz Essig (* 25. Oktober 1935 in Wiedenbrück; † 19. April 2021 in St. Vit) war ein deutscher Maler und Grafiker.
Essig verband in seinen Werken die Medien der Zeichnung und der Malerei. Immer wiederkehrende Symbole, wie z. B. der Vogel, das „x“ oder das Auge (oft in Form von Augenblumen), verleihen seinem Œuvre einen hohen Wiedererkennungswert und den Werken eine tiefgreifende inhaltliche Bedeutung.

## Leben
Karl Heinz Essig studierte von 1960 bis 1964 Malerei und Innenarchitektur an der Werkkunstschule in Kiel. Bis 1972 arbeitete er als Innenarchitekt in Hamburg, im Anschluss war er als Möbeldesigner in seiner alten Heimat Rheda-Wiedenbrück tätig.
Seit 1990 ist er freischaffender Künstler mit den Schwerpunkten der Malerei und Grafik.
2005 ehrte das Museum Abtei Liesborn den Künstler zum 70. Geburtstag mit einer großen Retrospektive.
Am 19. April starb er in seinem Haus in St. Vit.

## Bekannte Werke

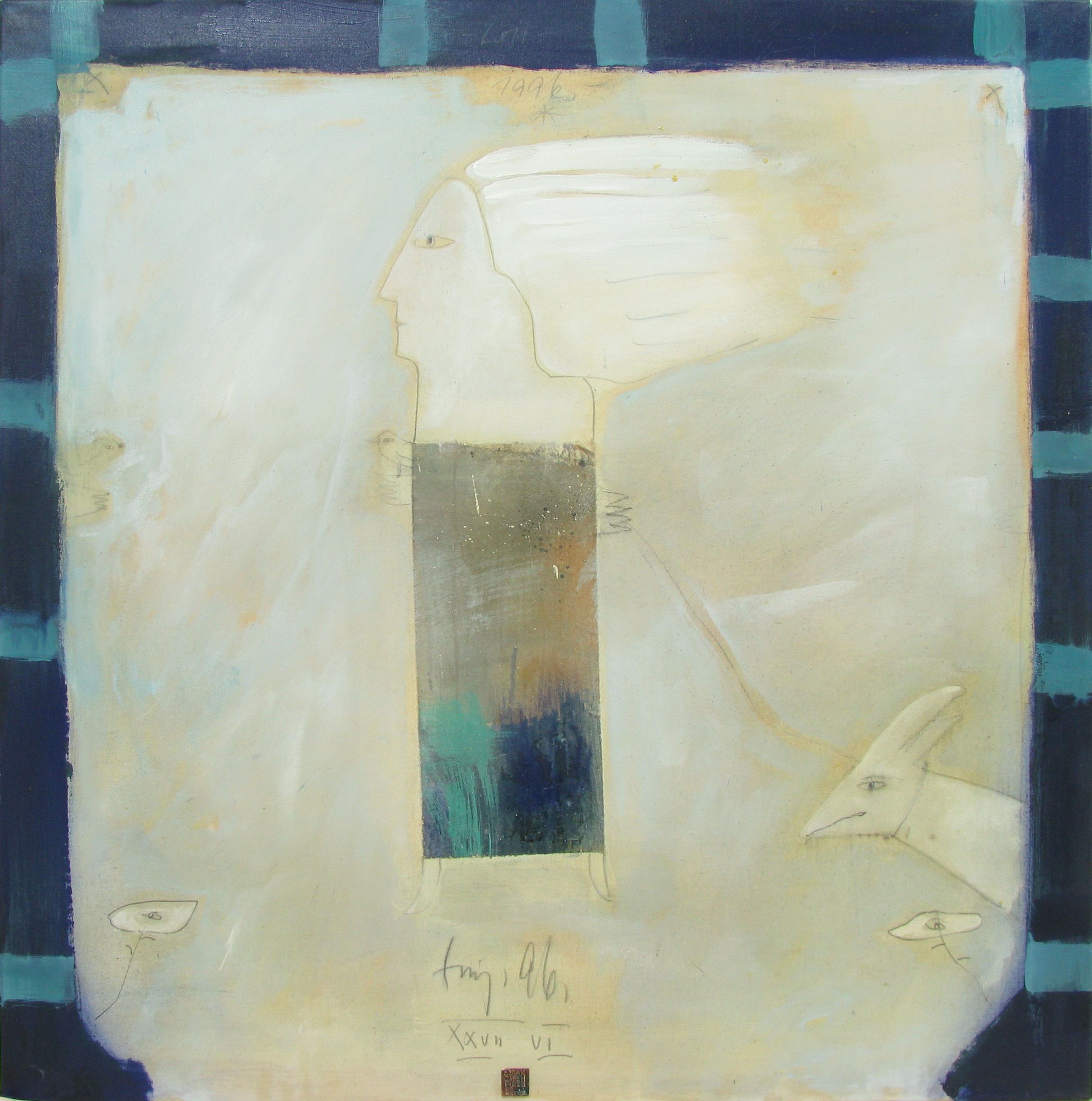
Karl Heinz Essig, „ohne Titel“, 1996/2011, Mischtechnik auf Leinwand, Größe: 101 × 100 cm (39,8 × 39,4 inch), signiert und datiert

## Zitate
- „Man muß schon beim Malen spüren, dass das Bild eine Seele hat.“, Karl Heinz Essig (Quelle: K.H.Essig „Lebens-Wert“, Ausst.Kat. zur Retrospektive zum 70. Geb. des Künstlers im Museum Abtei Liesborn, Detmold 2005, S. 79)
- „Durch den Reiz des Sichtbaren gibt Karl Heinz Essig den Blick auf das Unsichtbare frei.“ Dr. Bennie Priddy (Quelle: K.H.Essig „Lebens-Wert“, Ausst.Kat. zur Retrospektive zum 70. Geb. des Künstlers im Museum Abtei Liesborn, Detmold 2005, S. 4)
- „Wo das Irdische und Sichtbare endet, knüpft die Bildwelt Karl Heinz Essigs an“ Sina Strüßmann M.A., Kunsthistorikerin, (Quelle: Karl Heinz Essig „Landschaften & Stillleben“, Ausst.Kat. Detmold 2010, S. 53)
- „Für Menschen, die nicht sehen wollen, male ich keine Bilder.“, Karl Heinz Essig (Quelle: K.H.Essig „Sehen & Verstehen“, Ausst.Kat. Detmold 2012, S. 9)